# Manakamana (Gorkha)
Manakamana (nep. मनकामना) – gaun wikas samiti w zachodniej części Nepalu w strefie Gandaki w dystrykcie Gorkha. Według nepalskiego spisu powszechnego z 2001 roku liczył on 464 gospodarstw domowych i 2390 mieszkańców (1245 kobiet i 1145 mężczyzn).